# Pezula Golf Club
De Pezula Golf Club is een golfclub in Knysna, Zuid-Afrika. De club heeft een 18-holes golfbaan met een par van 72.
De golfbaan werd ontworpen door golfbaanarchitect Ronald Fream. De fairways werden beplant met kikuyugras, een tropische grassoort, en de greens met struisgras.

## Golftoernooien
- Vodacom Origins of Golf Tour: 2004-2006 & 2014